# Marc Rösicke
Marc Rösicke, född 13 maj 1971, är en tysk bågskytt. Han deltog vid olympiska sommarspelen 1992.